# Peter Niemeyer
Peter Niemeyer, né le 22 novembre 1983 à Hörstel (Rhénanie-du-Nord-Westphalie, Allemagne), est un footballeur allemand évoluant en tant que défenseur.

## Palmarès
- Werder Brême
  - Vainqueur de la Coupe d'Allemagne en 2009.
  - Vainqueur de la Supercoupe d'Allemagne en 2009.
  - Finaliste de la Coupe de l'UEFA en 2009.
- Hertha Berlin
  - Champion de 2.Bundesliga en 2011.